# Cesclans
Cesclans (Césclans in friulano), è una frazione del comune Italiano di Cavazzo Carnico, in Friuli-Venezia Giulia. Il paese è famoso per la sua Pieve, costruita nel 700-800 d.c.

## Geografia Fisica
La frazione Cesclans si trova a 341 metri sul livello del mare, addossata ad una rupe a strapiombo nella conca Tolmezzina. L'area è soggetta a frequenti terremoti e ad alcune frane.

## Storia
La storia del paese ruota attorno alla sua Pieve, costruita nel 700 d.c. Su di una rupe che domina il Lago sottostante. La Pieve, fra le più antiche della Carnia, è stata poi rimaneggiata nel 1400 e nel 1777 ha preso la forma attuale. Oggi è un luogo molto importante per la popolazione locale. Il paese vero e proprio, invece, è stato costruito più in basso rispetto alla Pieve, a 341 metri sul livello del mare . Il paese e la Pieve hanno risentito particolarmente del Terremoto del Friuli del 1976, che ha arrecato numerosi danni e lesioni all'abitato.

## popolazione
A Cesclans vivono 178 persone, distribuite in 86 famiglie. A Cesclans risiedono anche 7 residenti stranieri, 6 dall'Europa e uno dall'Asia .

## Aree Naturali
Il paese domina il Lago di Cavazzo, il principale lago naturale del Friuli-Venezia Giulia.